# Giovanni Cesare Guidi
Giovanni Cesare Guidi (Faenza, 1908 – 1995) è stato uno stilista italiano.

## Biografia
Inizia la sua formazione presso la sartoria fiorentina di Italia Bernardini dal 1937 al 1939 e successivamente lavora, in qualità di direttore, al Centro sperimentale per i costumi del Teatro Comunale.
Dopo la guerra, come altre figure di spicco della moda italiana, parte per un tour parigino. Questo viaggio si trasforma in una permanenza che gli dà l'opportunità di fare conoscenza di Dior.
Tornato in Italia, si stabilisce a Firenze, dove rimarrà fino al termine della sua carriera.
Nel luglio 1952 partecipa alla prima sfilata dell'Alta Moda italiana a Palazzo Pitti, organizzata da Giovanni Battista Giorgini.
Lo stile di Guidi è caratterizzato dal taglio essenziale dei tailleur e dall'uso di materiali di qualità. La produzione d’alta moda gli vale l’affezione di una clientela selezionata, nella quale spiccano nomi del cinema e dell’alta società, dalle principesse di Savoia a Susan Strasberg.
Negli anni Sessanta, prima di avere successo anche con il prêt-à-porter, condivide con altri colleghi italiani l’intuizione di puntare anche su una linea boutique: «Fu proprio la moda boutique, in quanto rivoluzionaria novità nel panorama mondiale, la carta vincente della moda italiana: si pensi ai celeberrimi stampati di Emilio Pucci o alla maglieria di Mirsa che nel 1953 ricevette l’ambito Neiman Marcus Award. O ancora ad Avagolf, Guidi, Marucelli Sport, Luisa Spagnoli o Avolio [...]».
Nel 1966 a causa dell'alluvione che colpisce Firenze, Guidi è costretto a spostare il suo atelier e continua la sua attività fino al 1976, quando è costretto al ritiro per motivi di salute.

## Archivio
Il fondo Cesare Guidi è conservato presso la Galleria del costume di Palazzo Pitti, e comprende 16 volumi, datati 1957-1968, con bozzetti delle collezioni dello stilista e alcune creazioni.